# Kumano, Mie
Kumano (熊野市 Kumano-shi) là một thành phố thuộc tỉnh Mie, Nhật Bản.